# سیلبیا مانریکس
سیلبیا مانریکس (اسپانیایی: Silvia Manrique‎؛ زادهٔ ۶ مارس ۱۹۷۳) بازیکن هاکی روی چمن اهل اسپانیا است که در مسابقات کشوری و بین‌المللی در مجموع برندهٔ ۱ مدال طلا، ۲ مدال نقره شده‌است.